# Zgromadzenie Narodowe (Bahrajn)
Zgromadzenie Narodowe (arab. المجلس الوطني البحريني) – nazwa obu izb parlamentu Bahrajnu obradujących na jednej sesji.

## Historia
O Zgromadzeniu Narodowym traktowała konstytucja z 1973 roku. Wówczas składało się trzydziestu członków wybieranych bezpośrednio w głosowaniu powszechnym i tajnym oraz ministrów. Kadencja Zgromadzenia Narodowego trwała cztery lata. Przewodniczący był wybierany na pierwszym spotkaniu spośród wszystkich członków Zgromadzenia.
Struktura Zgromadzenia zmieniła się wraz z wprowadzeniem w 2002 roku nowej konstytucji. Nowa konstytucja wprowadzała podział na Izbę Reprezentantów i Radę Konsultacyjną oraz określała, że Zgromadzenie Narodowe składa się z połączonych tych izb.

## W konstytucji
O Zgromadzeniu Narodowym jest mowa w 51 artykule konstytucji. Według artykułu:
Zgromadzenie Narodowe składa się z dwóch izb: Izby Reprezentantów i Rady Konsultacyjnej.